# Piotr Siemionowski
Piotr Siemionowski (Biskupiec, 6 de junio de 1988) es un deportista polaco que compite en piragüismo en la modalidad de aguas tranquilas. Ganó tres medallas en el Campeonato Mundial de Piragüismo entre los años 2010 y 2013, y dos medallas en el Campeonato Europeo de Piragüismo entre los años 2010 y 2011.

## Palmarés internacional
| Campeonato Mundial | Campeonato Mundial   | Campeonato Mundial | Campeonato Mundial |
| Año                | Lugar                | Medalla            | Competición        |
| ------------------ | -------------------- | ------------------ | ------------------ |
| 2010               | Poznań (Polonia)     | Medalla de bronce  | K1 200 m           |
| 2011               | Szeged (Hungría)     | Medalla de oro     | K1 200 m           |
| 2013               | Duisburgo (Alemania) | Medalla de oro     | K1 4 × 200 m       |
| Campeonato Europeo |                      |                    |                    |
| Año                | Lugar                | Medalla            | Competición        |
| 2010               | Corvera (España)     | Medalla de bronce  | K1 200 m           |
| 2011               | Belgrado (Serbia)    | Medalla de oro     | K1 200 m           |